# Ekmanochloa
Ekmanochloa là một chi thực vật có hoa trong họ Hòa thảo (Poaceae).

## Loài
Chi Ekmanochloa gồm các loài: